# U-201
| U-201                                                                                    | U-201 | U-201 |
| ---------------------------------------------------------------------------------------- | --- | --- |
| U 201                                                                                    | | |
|                                                                                          | | |
| Зображення підводного човна підтипу VIIC                                                 | | |
| Верф                                                                                     | Friedrich Krupp Germaniawerft, Кіль                                                                                  | Friedrich Krupp Germaniawerft, Кіль                                                                                  |
| Під прапором                                                                             | Третій Рейх | Третій Рейх |
| Належність                                                                               | Крігсмаріне | Крігсмаріне |
| Порт приписки                                                                            | Кіль, Лор'ян, Брест                                                                                                  | Кіль, Лор'ян, Брест                                                                                                  |
| Замовлення                                                                               | 23 вересня 1939 | 23 вересня 1939 |
| Закладений                                                                               | 20 січня 1940 | 20 січня 1940 |
| Спуск на воду                                                                            | 7 грудня 1940 | 7 грудня 1940 |
| Введений до складу флоту                                                                 | 25 січня 1941 | 25 січня 1941 |
| На службі                                                                                | 1941—1943 | 1941—1943 |
| Загибель                                                                                 | 17 лютого 1943 року затоплений у Північній Атлантиці британським есмінцем «Фейм» при спробі атакувати конвой ONS 165 | 17 лютого 1943 року затоплений у Північній Атлантиці британським есмінцем «Фейм» при спробі атакувати конвой ONS 165 |
| Бойовий досвід                                                                           | Друга світова війна Битва за Атлантику * Конвой OB 318 * Конвой OG 71 * Конвой HG 73 * Конвой ONS 165                | Друга світова війна Битва за Атлантику * Конвой OB 318 * Конвой OG 71 * Конвой HG 73 * Конвой ONS 165                |
| Проєкт                                                                                   | | |
| Тип ПЧ                                                                                   | середній торпедний ДПЧ                                                                                               | середній торпедний ДПЧ                                                                                               |
| Вартість                                                                                 | 4 714 000 ℛℳ | 4 714 000 ℛℳ |
| Основні характеристики                                                                   | | |
| Швидкість (надводна)                                                                     | 17,9 вузла | 17,9 вузла |
| Швидкість (підводна)                                                                     | 8 вузлів | 8 вузлів |
| Робоча глибина занурення                                                                 | 100 м | 100 м |
| Гранична глибина занурення                                                               | 220 м | 220 м |
| Автономність плавання                                                                    | 135—174 км на швидкості 4 вузли (в підводному положенні) 11 470 км на швидкості 10 вузлів (у надводному положенні)   | 135—174 км на швидкості 4 вузли (в підводному положенні) 11 470 км на швидкості 10 вузлів (у надводному положенні)   |
| Екіпаж                                                                                   | 44—60 осіб | 44—60 осіб |
| Розміри                                                                                  | | |
| Довжина найбільша (по КВЛ)                                                               | 67,1 м | 67,1 м |
| Ширина корпусу найб.                                                                     | 6,2 м | 6,2 м |
| Висота                                                                                   | 9,6 м | 9,6 м |
| Середня осадка (по КВЛ)                                                                  | 4,74 м | 4,74 м |
| Водотоннажність надводна                                                                 | 769 т | 769 т |
| Силова установка                                                                         | | |
| дизель-електрична; 2 дизельних двигуни MAN M 6 V 40/46, 2 електродвигуни BBC GG UB 720/8 | | |
| Гвинти                                                                                   | 2 | 2 |
| Потужність                                                                               | 2 × 2100—2310 к.с. (дизелі) 2 × 750 к.с. (електродвигуни)                                                            | 2 × 2100—2310 к.с. (дизелі) 2 × 750 к.с. (електродвигуни)                                                            |
| Озброєння                                                                                | | |
| Артилерія                                                                                | 1 × 88-мм палубна гармата SK C/35                                                                                    | 1 × 88-мм палубна гармата SK C/35                                                                                    |
| Торпедно- мінне озброєння                                                                | 4 носових і один кормовий ТА 14 торпед або 26 мін TMA                                                                | 4 носових і один кормовий ТА 14 торпед або 26 мін TMA                                                                |
| ППО                                                                                      | 1 × 37-мм зенітна гармата Flak M42 2 × 20-мм зенітні гармати FlaK 30                                                 | 1 × 37-мм зенітна гармата Flak M42 2 × 20-мм зенітні гармати FlaK 30                                                 |

U-201 — німецький середній підводний човен типу VIIC, що входив до складу Військово-морських сил Третього Рейху за часів Другої світової війни. Закладений 20 січня 1940 року на верфі компанії Friedrich Krupp Germaniawerft у Кілі, спущений на воду 7 грудня 1940 року. 25 січня 1941 року корабель увійшов до складу 1-ї навчальної флотилії ПЧ ВМС нацистської Німеччини.

## Історія
U-201 належав до німецьких підводних човнів типу VIIC, найчисельнішого типу субмарин Третього Рейху, яких випущено 703 одиниці. Службу розпочав у складі 1-ї навчальної флотилії ПЧ, з 1 квітня 1941 року переведений до бойового складу цієї флотилії. У період з квітня 1941 до лютого 1943 року U-201 здійснив 9 бойових походів в Атлантичний океан, під час яких потопив 22 судна противника сумарною водотоннажністю 102 697 брутто-реєстрових тонн, два допоміжних військових кораблі (5700 GRT) і пошкодив два судна (13 386 GRT).
17 лютого 1943 року U-201, діючи у складі вовчої зграї «Хаудеген», був виявлений кораблями ескорту конвою ONS 165 у Північній Атлантиці й при спробі атакувати був затоплений глибинними бомбами британського есмінця «Фейм». Усі 49 членів екіпажу загинули. Одночасно «Фейм» затопив U-69, який мусив спливти, та був протаранений британським кораблем і затонув з усім екіпажем.

## Командири
- Капітан-лейтенант Адальберт Шне (25 січня 1941 — 24 серпня 1942);
- Оберлейтенант-цур-зее Гюнтер Розенберг (25 серпня 1942 — 17 лютого 1943)

## Перелік уражених U-201 суден у бойових походах
| №                                                       | Дата            | Командир ПЧ            | Назва              | Тип                                                 | Належність      | Водотоннажність (брт) | Вантаж | Конвой         | Результат та координати                                                 | Наслідки атаки для екіпажу        | Прим.                                        |
| ------------------------------------------------------- | --------------- | ---------------------- | ------------------ | --------------------------------------------------- | --------------- | --------------------- | --- | -------------- | ----------------------------------------------------------------------- | --------------------------------- | -------------------------------------------- |
| Перший похід (22.04—18.05.1941, 27 діб; Кіль—Лор'ян)    |                 |                        |                    |                                                     |                 |                       | |                |                                                                         |                                   |                                              |
| 1                                                       | 2 травня 1941   | KrvKpt. Адальберт Шне  | Capulet            | танкер                                              | Велика Британія | 8 190                 | 11200 тонн мазуту                                                                                                | Конвой HX 121  | потоплений 60°00′ пн. ш. 16°00′ зх. д. / 60.000° пн. ш. 16.000° зх. д.  | 44 (9 загиблих та 35 вижили)      | 28 квітня торпедований U-552 і добитий U-201 |
| 2                                                       | 9 травня 1941   | KrvKpt. Адальберт Шне  | Gregalia           | суховантажне судно                                  | Велика Британія | 5 802                 | баласт | Конвой OB 318  | потоплено 60°24′ пн. ш. 32°37′ зх. д. / 60.400° пн. ш. 32.617° зх. д.   | 66 (усі вціліли)                  |                                              |
| 3                                                       | 9 травня 1941   | KrvKpt. Адальберт Шне  | Empire Cloud       | суховантажне судно                                  | Велика Британія | 5 969                 | баласт | Конвой OB 318  | пошкоджено 61°00′ пн. ш. 32°30′ зх. д. / 61.000° пн. ш. 32.500° зх. д.  | ? (? загиблих та ? вцілілих)      | 19.08.1942 затоплений U-564                  |
| Третій похід (14.08—25.08.1941, 12 діб; Брест—Брест)    |                 | KrvKpt. Адальберт Шне  |                    |                                                     |                 |                       | |                |                                                                         |                                   |                                              |
| 4                                                       | 19 серпня 1941  | KrvKpt. Адальберт Шне  | Aguila             | пасажирське судно                                   | Велика Британія | 3 255                 | 1288 тонн генеральних вантажів, у тому числі 397 мішків пошти                                                    | Конвой OG 71   | потоплено 49°23′ пн. ш. 17°56′ зх. д. / 49.383° пн. ш. 17.933° зх. д.   | 168 (153 загинуло та 15 вціліло)  |                                              |
| 5                                                       | 19 серпня 1941  | KrvKpt. Адальберт Шне  | Ciscar             | суховантажне судно                                  | Велика Британія | 1 809                 | 1400 тонн генеральних вантажів та державного майна                                                               | Конвой OG 71   | потоплено 49°10′ пн. ш. 17°40′ зх. д. / 49.167° пн. ш. 17.667° зх. д.   | 48 (13 загинуло та 35 вціліло)    |                                              |
| 6                                                       | 23 серпня 1941  | KrvKpt. Адальберт Шне  | Aldergrove         | суховантажне судно                                  | Велика Британія | 1 974                 | 2650 тонн патентованого палива                                                                                   | Конвой OG 71   | потоплено 40°43′ пн. ш. 11°39′ зх. д. / 40.717° пн. ш. 11.650° зх. д.   | 39 (1 загинув та 38 вижило)       |                                              |
| 7                                                       | 23 серпня 1941  | KrvKpt. Адальберт Шне  | Stork              | суховантажне судно                                  | Велика Британія | 787                   | авіаційне пальне в ємностях                                                                                      | Конвой OG 71   | потоплено 40°43′ пн. ш. 11°39′ зх. д. / 40.717° пн. ш. 11.650° зх. д.   | 22 (19 загинуло та 3 вижило)      |                                              |
| Четвертий похід (14.09—30.09.1941, 17 діб; Брест—Брест) |                 | KrvKpt. Адальберт Шне  |                    |                                                     |                 |                       | |                |                                                                         |                                   |                                              |
| 8                                                       | 21 вересня 1941 | KrvKpt. Адальберт Шне  | Runa               | суховантажне судно                                  | Велика Британія | 1 575                 | 2200 тонн вугілля                                                                                                | Конвой OG 74   | потоплено 46°20′ пн. ш. 22°23′ зх. д. / 46.333° пн. ш. 22.383° зх. д.   | 23 (14 загинуло та 9 вижило)      |                                              |
| 9                                                       | 21 вересня 1941 | KrvKpt. Адальберт Шне  | Lissa              | суховантажне судно                                  | Велика Британія | 1 511                 | вугілля | Конвой OG 74   | потоплено 47°00′ пн. ш. 22°00′ зх. д. / 47.000° пн. ш. 22.000° зх. д.   | 26 (усі загинули)                 |                                              |
| 10                                                      | 21 вересня 1941 | KrvKpt. Адальберт Шне  | Rhineland          | суховантажне судно                                  | Велика Британія | 1 381                 | 912 тонн вугілля та мішки пошти                                                                                  | Конвой OG 74   | потоплено 47°00′ пн. ш. 22°00′ зх. д. / 47.000° пн. ш. 22.000° зх. д.   | 26 (усі загинули)                 |                                              |
| 11                                                      | 27 вересня 1941 | KrvKpt. Адальберт Шне  | Cervantes          | суховантажне судно                                  | Велика Британія | 1 810                 | 500 тонн поташу і 400 тонн корки                                                                                 | Конвой HG 73   | потоплено 48°37′ пн. ш. 20°01′ зх. д. / 48.617° пн. ш. 20.017° зх. д.   | 40 (8 загинули та 32 вижило)      |                                              |
| 12                                                      | 27 вересня 1941 | KrvKpt. Адальберт Шне  | «Спрінгбенк»       | гідроавіаносець/корабель катапультування винищувача | Велика Британія | 5 155                 | | Конвой HG 73   | потоплений 49°09′ пн. ш. 20°10′ зх. д. / 49.150° пн. ш. 20.167° зх. д.  | 233 (32 загинули та 201 вцілілий) |                                              |
| 13                                                      | 27 вересня 1941 | KrvKpt. Адальберт Шне  | Margareta          | суховантажне судно                                  | Велика Британія | 3 103                 | 400 тонн генерального вантажу, включаючи брухт і корок                                                           | Конвой HG 73   | потоплений 50°15′ пн. ш. 17°27′ зх. д. / 50.250° пн. ш. 17.450° зх. д.  | 34 (усі вижили)                   |                                              |
| Шостий похід (24.03—21.05.1942, 59 діб; Брест—Брест)    |                 | KrvKpt. Адальберт Шне  |                    |                                                     |                 |                       | |                |                                                                         |                                   |                                              |
| 14                                                      | 18 квітня 1942  | KrvKpt. Адальберт Шне  | Victoria           | танкер                                              | Аргентина       | 7 417                 | Лляна олія |                | пошкоджений 36°41′ пн. ш. 68°48′ зх. д. / 36.683° пн. ш. 68.800° зх. д. | 39 (усі вижили)                   |                                              |
| 15                                                      | 21 квітня 1942  | KrvKpt. Адальберт Шне  | Bris               | суховантажне судно                                  | Норвегія        | 2 027                 | Асфальт і борошно                                                                                                |                | потоплено 33°35′ пн. ш. 69°38′ зх. д. / 33.583° пн. ш. 69.633° зх. д.   | 25 (4 загинуло та 21 вцілілий)    |                                              |
| 16                                                      | 22 квітня 1942  | KrvKpt. Адальберт Шне  | San Jacinto        | пасажирське судно                                   | США             | 6 069                 | 3200 тонн генеральних вантажів і пасажири                                                                        |                | потоплено 31°10′ пн. ш. 70°45′ зх. д. / 31.167° пн. ш. 70.750° зх. д.   | 183 (14 загинуло та 169 вижили)   |                                              |
| 17                                                      | 22 квітня 1942  | KrvKpt. Адальберт Шне  | Derryheen          | суховантажне судно                                  | Велика Британія | 7 217                 | 11 036 тонн генеральних вантажів та військове майно, у тому числі пиво, нітрати та вантажні автомобілі           |                | потоплено 31°20′ пн. ш. 70°35′ зх. д. / 31.333° пн. ш. 70.583° зх. д.   | 44 (усі вижили)                   |                                              |
| Сьомий похід (27.06—08.08.1942, 43 доби; Брест—Брест)   |                 | KrvKpt. Адальберт Шне  |                    |                                                     |                 |                       | |                |                                                                         |                                   |                                              |
| 18                                                      | 6 липня 1942    | KrvKpt. Адальберт Шне  | Avila Star         | пасажирське судно                                   | Велика Британія | 14 443                | 5659 тонн замороженого м'яса                                                                                     |                | потоплено 31°20′ пн. ш. 70°35′ зх. д. / 31.333° пн. ш. 70.583° зх. д.   | 196 (59 загинули та 137 вціліли)  |                                              |
| 19                                                      | 12 липня 1942   | KrvKpt. Адальберт Шне  | Cortona            | суховантажне судно                                  | Велика Британія | 7 093                 | 5659 тонн замороженого м'яса                                                                                     | Конвой OS 33   | потоплено 32°45′ пн. ш. 24°45′ зх. д. / 32.750° пн. ш. 24.750° зх. д.   | 55 (32 загинули та 23 вціліли)    |                                              |
| 20                                                      | 12 липня 1942   | KrvKpt. Адальберт Шне  | Siris              | суховантажне судно                                  | Велика Британія | 5 242                 | 3600 тонн генеральних вантажів                                                                                   | Конвой OS 33   | потоплено 31°20′ пн. ш. 24°48′ зх. д. / 31.333° пн. ш. 24.800° зх. д.   | 55 (3 загинули та 49 вціліли)     |                                              |
| 21                                                      | 13 липня 1942   | KrvKpt. Адальберт Шне  | Sithonia           | суховантажне судно                                  | Велика Британія | 6 723                 | 8026 тонн вугілля                                                                                                | Конвой OS 33   | потоплено 29°00′ пн. ш. 25°00′ зх. д. / 29.000° пн. ш. 25.000° зх. д.   | 53 (7 загинули та 46 вціліли)     |                                              |
| 22                                                      | 15 липня 1942   | KrvKpt. Адальберт Шне  | British Yeoman     | танкер                                              | Велика Британія | 6 990                 | 9700 тонн Адміралтейського мазуту                                                                                |                | потоплений 26°42′ пн. ш. 24°20′ зх. д. / 26.700° пн. ш. 24.333° зх. д.  | 53 (43 загинули та 10 вціліли)    |                                              |
| 23                                                      | 25 липня 1942   | KrvKpt. Адальберт Шне  | HMT Laertes (T137) | військовий траулер                                  | Велика Британія | 545                   | |                | потоплений 06°00′ пн. ш. 14°17′ зх. д. / 6.000° пн. ш. 14.283° зх. д.   | ? (19 загинули та ? вціліли)      |                                              |
| Восьмий похід (06.09—26.10.1942, 51 доба; Брест—Брест)  |                 |                        |                    |                                                     |                 |                       | |                |                                                                         |                                   |                                              |
| 24                                                      | 2 жовтня 1942   | Oblt. Гюнтер Розенберг | Alcoa Transport    | суховантажне судно                                  | США             | 2 084                 | Баласт (для завантаження бокситової руди)                                                                        |                | потоплено 09°03′ пн. ш. 60°10′ зх. д. / 9.050° пн. ш. 60.167° зх. д.    | 36 (7 загинуло та 29 вижили)      |                                              |
| 25                                                      | 8 жовтня 1942   | Oblt. Гюнтер Розенберг | John Carter Rose   | суховантажне судно                                  | США             | 7 191                 | 7979 тонн бензину в 26 000 бочках і генеральний вантаж, включаючи продукти харчування, труби, шини та вантажівки | Конвой TRIN 15 | потоплено 10°27′ пн. ш. 45°37′ зх. д. / 10.450° пн. ш. 45.617° зх. д.   | 61 (8 загинуло та 53 вижили)      |                                              |
| 26                                                      | 9 жовтня 1942   | Oblt. Гюнтер Розенберг | Flensburg          | суховантажне судно                                  | Нідерланди      | 6 421                 | 3400 тонн водного баласту та 997 мішків британської військової пошти                                             |                | потоплено 10°45′ пн. ш. 46°48′ зх. д. / 10.750° пн. ш. 46.800° зх. д.   | 48 (усі вижили)                   |                                              |